# مکس دلبروک
مکس لودویگ هنینگ دلبروک (آلمانی: Max Ludwig Henning Delbrück؛ زاده ۴ سپتامبر ۱۹۰۶- درگذشته ۹ مارس ۱۹۸۱) یک دانشمند در زمینه زیست‌فیزیک اهل آلمان بود. او به راه‌اندازی برنامه پژوهشی زیست‌شناسی مولکولی در دهه ۱۹۳۰ کمک کرد. او علایق دانشمندان فیزیک را در زیست‌شناسی بازسازی کرد به‌ویژه در پژوهش‌های بنیادی برای توضیح فیزیکی ژن‌ها که در آن زمان اسرارآمیز به‌نظر می‌رسید. او در ۱۹۴۵  گروه فاژ را تشکیل و آن‌را به همراه سالوادور لوریا و آلفرد هرشی رهبری کرد و با پیشرفتی قابل توجه باعث گره‌گشایی جنبه‌های مهمی از ژنتیک شد. این سه در ۱۹۶۹ جایزه نوبل فیزیولوژی را به‌دست آوردند.